# 第12ヘリコプター海上戦闘飛行隊 (アメリカ海軍)
第12ヘリコプター海上戦闘飛行隊（だい12ヘリコプターかいじょうせんとうひこうたい、英: Helicopter Sea Combat Squadron 12、略称：HSC-12）は、アメリカ海軍太平洋艦隊ヘリコプター海上戦闘航空団隷下のヘリコプター部隊。愛称はゴールデン・ファルコンズ（英: Golden Falcons）。1952年3月7日に第2ヘリコプター対潜飛行隊（英: Helicopter Anti-Submarine Squadron 2、略称：HS-2）として編成され、2009年8月6日に第12ヘリコプター海上戦闘飛行隊へ改編された。日本の神奈川県厚木海軍航空施設に所在し、空母「ロナルド・レーガン（USS Ronald Reagan, CVN-76）」艦載の第5空母航空団を構成する飛行隊になっている。多用途ヘリコプターとしてMH-60Sを運用する。

## 歴代運用機
- 哨戒ヘリコプター
  - HO4S-3
  - HSS-1N
  - SH-3A/D/H
  - SH-60F
- 救難ヘリコプター
  - HH-60H
- 多用途ヘリコプター
  - MH-60S

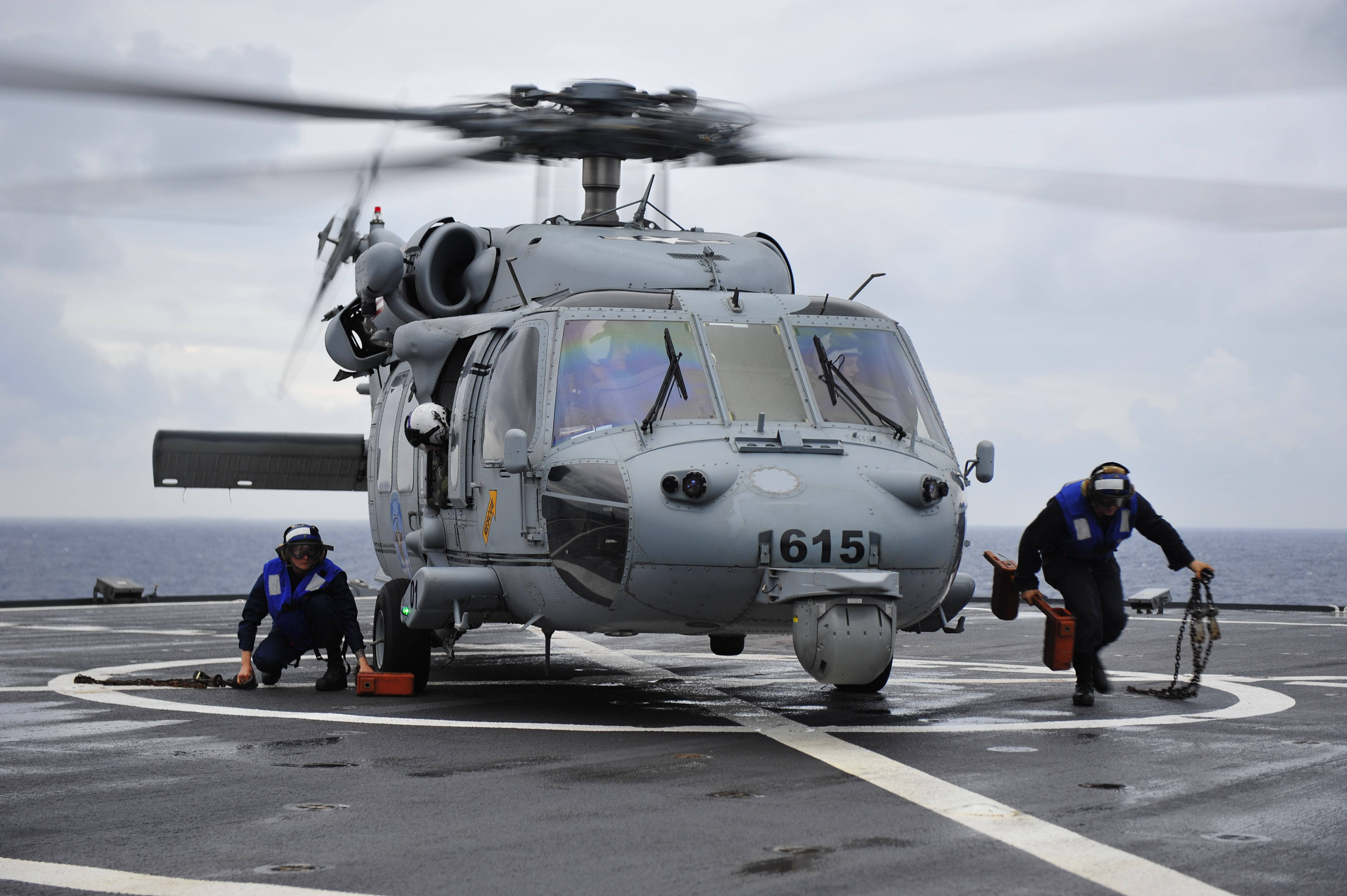
HSC-12で運用するMH-60S